# Мизија (град)
Мизија (буг. Мизия; до 1970. године Букјовци, буг. Букьовци) град је у Републици Бугарској, у северном делу земље, седиште истоимене општине Мизија у оквиру Врачанске области.

## Географија
Положај: Мизија се налази у северном делу Бугарске. Од престонице Софије град је удаљен 170 km северно, а од обласног средишта, (Враце град је удаљен 65 km северно.
Рељеф: Област Мизије се налази у југозападном делу Влашке низије. Град се налази у брежуљкастом подручју, на око 50 m надморске висине.
Клима: Клима у Мизији је конитнентална.
Воде: Кроз Мизију протиче речица Скат, а у околини има више мањих водотока.

## Историја
Област Мизије је првобитно било насељено Трачанима, а после њих овом облашћу владају стари Рим и Византија. Јужни Словени ово подручје насељавају у 7. веку. Од 9. века до 1373. године област је била у саставу средњовековне Бугарске.
Крајем 14. века област Мизије је пала под власт Османлија, који владају облашћу 5 векова.
Године 1878. град је постао део савремене бугарске државе. Насеље постоје убрзо средиште окупљања за села у околини, са више јавних установа и трговиштем. Насеље добија градска права 1970. г.

## Становништво
По проценама из 2010. године. Мизија је имао око 3.400 ст. Огромна већина градског становништва су етнички Бугари. Остатак су махом Роми. Последњих деценија град губи становништво због удаљености од главних токова развоја у земљи.
Претежан вероисповест месног становништва је православна.